# Phoradendron tunaeforme
Phoradendron tunaeforme är en sandelträdsväxtart som först beskrevs av Dc., och fick sitt nu gällande namn av August Wilhelm Eichler. Phoradendron tunaeforme ingår i släktet Phoradendron och familjen sandelträdsväxter. Inga underarter finns listade i Catalogue of Life.